# Äkta blindormar
Äkta blindormar (Leptotyphlopidae) är en familj av ormar. Enligt Catalogue of Life omfattar familjen Leptotyphlopidae 104 arter. 

## Utbredning och habitat
Familjens medlemmar förekommer i Gamla världen i Afrika, på Arabiska halvön och i sydvästra Asien. Dessutom lever de i Nya världen från sydvästra USA till Uruguay och norra Argentina. Några arter hittas på Små Antillerna. Äkta blindormar kan anpassa sig till olika fuktiga eller torra habitat, bland annat regnskogar och halvöknar.

## Utseende

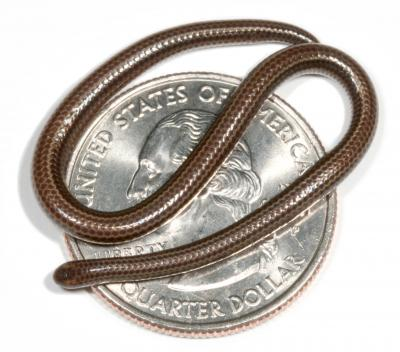
Tetracheilostoma carlae är världens minsta kända orm.

De flesta arterna blir med svans bara 15 till 20 cm långa och vissa arter når med svans 40 cm längd. Deras kropp är smal och täckt av släta fjäll. Kännetecknande är att de saknar tänder i överkäken, att deras enda lunga ligger på höger sidan och att honor saknar sin vänstra äggledare (ovidukt).
Arten Tetracheilostoma carlae som lever på Barbados är med en längd av 10 cm (inklusive svans) den minsta kända ormen.

## Ekologi
Äkta blindormar äter främst ägg och larver från termiter. De avsöndrar ett doftande sekret som skyddar de från termitsoldaternas anfall. Ibland ingår andra leddjur (Arthropoda) i födan.
Individer av arten Leptotyphlops dulcis fångas i Texas av skrikuvar (Megascops). I flera fall blir de inte uppätna utan de får sedan leva i fågelboet. Undersökningar visade att unga ugglor har bättre överlevnadschanser när det finns äkta blindormar i boet. Troligtvis äter ormarna ungfåglarnas parasiter.
Honor lägger ungefär 13 ägg per tillfälle. Ibland omfamnar de äggen med kroppen.

## Taxonomi
Släkten enligt Catalogue of Life, antal arter enligt The Reptile Databas.
- Leptotyphlops, 23 arter
- Rhinoleptus, en art

The Reptile Databas listar ytterligare 10 släkten.
- Epacrophis, 3 arter
- Epictia, 31 arter
- Mitophis, 4 arter
- Myriopholis, 21 arter
- Namibiana, 5 arter
- Rena, 11 arter
- Siagonodon, 5 arter
- Tetracheilostoma, 3 arter
- Tricheilostoma, 5 arter
- Trilepida, 14 arter